# Digna Sinke
Digna Sinke (* 17. Oktober 1949 in Zonnemaire) ist eine niederländische Filmregisseurin, Produzentin und Drehbuchautorin.
Seit 1972 hat sie bei 13 Filmen Regie geführt. Ihr Film De stille Oceaan aus dem Jahr 1984 wurde bei den 34. Internationalen Filmfestspielen Berlin eingereicht.

## Filmographie
- De stille Ocean (1984)
- Über den Bergen (1992)
- Belle van Zuylen – Madame de Charrière (1993)
- After the Tone (2014)